# Palla 8

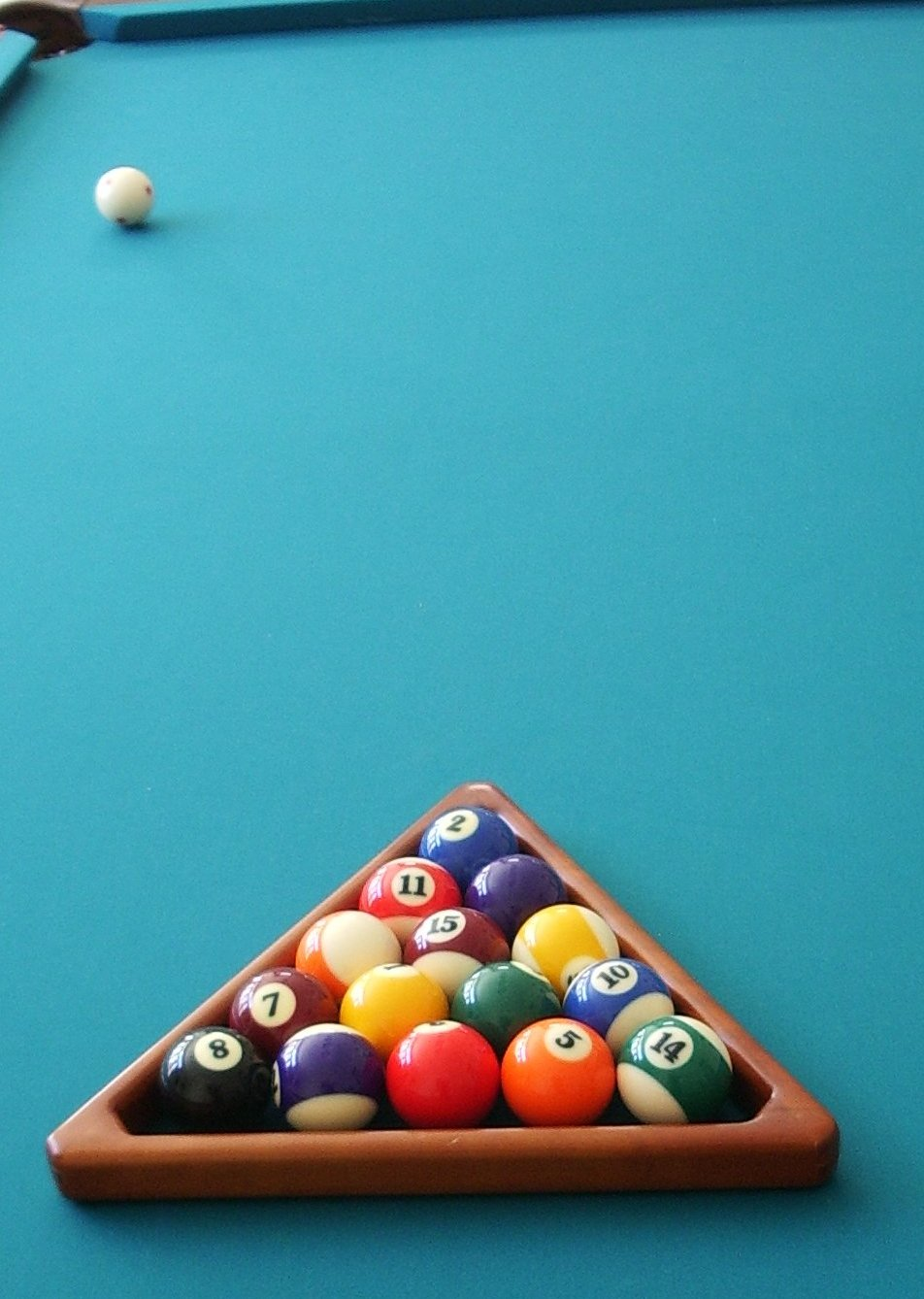
Set preparato

Palla 8 è una specialità a tiri dichiarati del biliardo, più specificatamente del pool. Le 15 bilie con cui si gioca si differenziano tra loro in 2 tipi: spezzate o intere, vale a dire 8 completamente colorate e 7 con una riga larga di colore nel centro.

## Regole del gioco
Oltre alla differenza cromatica le palle vengono riconosciute anche attraverso la numerazione univoca presente sulle stesse, le bilie "piene" dalla n° 1 alla n° 7, quelle "mezze" dalla n° 9 alla n° 15. L'attrezzatura di gioco è completata da altre due bilie: la n° 8, che è nera è considerata  "piena", e la battente (a sfondo bianco) colpita dal giocatore attraverso la stecca da biliardo. All'inizio della partita le bilie colorate e numerate sono raggruppate a triangolo nella metà superiore del tavolo di gioco in posizione e composizione fissa con la bilia n°8 al centro, e verrà deciso chi tra i due giocatori effettuerà la "spaccata" o break iniziale (ovvero spargere le bilie con un colpo secco).
Una volta effettuato il break il gioco si dice "aperto" e si assegna la categoria di bilie "piene" o "mezze" al primo giocatore che imbuca "regolarmente" una bilia. Perché un'imbucata sia considerata regolare, il giocatore deve dichiarare la bilia che intende imbucare, la buca in cui intende farlo e non deve commettere alcun fallo durante lo stesso turno. Va notato che nessuna imbucata durante un tiro d'apertura può essere considerata regolare, e di conseguenza il gioco è sempre aperto dopo il tiro d'apertura, anche se una o più bilie cadono in buca. Dall'assegnazione della categoria il giocatore ha l'obbligo di colpire per prima una delle sue bilie e ha diritto a rimanere al tavolo finché continuerà ad imbucare le proprie bilie in modo regolare.
Una volta che un giocatore ha imbucato tutte e sette le sue bilie ("piene" o "mezze"), potrà colpire e imbucare la bilia n°8, ma non nella stessa buca dichiarata precedentemente dall'avversario, aggiudicandosi la vittoria. Negli Stati Uniti si gioca con una regola speciale: si ottiene la vittoria imbucando la bilia n°8 durante il break iniziale. La palla 8 deve essere fatta finire nella stessa buca dove è stata infilata l'ultima pallina a strisce o a righe e, se viene sbagliata buca, questo implica la sconfitta. La partita è persa anche se il giocatore, pur riuscendo ad imbucare la palla nera 8 nella buca dichiarata, manda accidentalmente in buca la palla bianca. In alcune varianti ancora, la bilia deve essere imbucata di "calcio", cioè facendo colpire la sponda alla propria palla prima di colpire la bilia.

## Falli
Se il giocatore non tocca nessun palla con la palla bianca, la palla si può spostare su uno dei 3 assi opposti a dove si è fermata la palla bianca.
Se l'avversario sposta la palla n°8 è considerato fallo e avviene un ammonimento (squalifica).
Nella specialità del pool non è possibile effettuare il cosiddetto tiro di difesa "in accosto" (caratteristico invece dello snooker). La regola che formalizza tutto ciò, e che è motivo di tiro falloso se non viene rispettata, è che dopo l'impatto tra battente e la prima bilia colpita, una qualsiasi bilia deve toccare almeno una sponda.
Inoltre, è fallo se:
- la battente viene imbucata;
- la battente non colpisce nessuna bilia;
- qualsiasi bilia salta fuori dal tavolo (la n°8 comporterà la perdita della partita);
- qualsiasi bilia viene spostata con parti del corpo o della stecca diverse dal cuoietto;
- vengono assegnati due tiri all'avversario se si colpisce o imbuca una bilia avversaria;
- viene colpita per prima una bilia avversaria (per esempio una bilia "mezza" invece che una bilia "piena") la bilia avversaria viene riposta dove stava precedentemente;
- viene colpita la bilia n° 8 quando ancora non sono state imbucate tutte le proprie bilie.

In quattro casi l'avversario vince direttamente la partita:
- quando viene imbucata la bilia n° 8 quando ancora non sono state imbucate tutte le proprie bilie (ciò comprende anche imbucare la n° 8 con lo stesso tiro con cui viene imbucata l'ultima propria);
- quando si imbuca la bilia n° 8 in una buca diversa da quella dichiarata;
- quando la bilia n° 8 salta fuori dal tavolo in qualsiasi momento;
- quando la battente viene imbucata dopo la bilia n° 8.

## Altre specialità del Pool

### Pool Shanghai
Essa, conosciuta anche come Pool 8-15, è una variante regolarmente codificata dalla FIBIS, disputata anche in alcune regioni d'Italia. Il gioco inizia con il break sulle 15 bilie con la palla 1 posta al vertice alto e la 8 e la 15 al centro della quarta riga del "triangolo". Al giocatore sono assegnate sette bilie "piene" o "mezze" a seconda della prima bilia che imbuca. Differenze sostanziali con il palla 8 sono che, la bilia n°1 può essere colpita e imbucata solo una volta imbucate tutte le proprie bilie ("piene", dalla n°2 alla n°8 o "mezze", dalla n°9 alla n°15) e che, ciascuna rispettivamente assegnata a ciascun giocatore a seconda delle proprie bilie, la n°8 e la n°15 dovranno essere imbucate in maniera opposta nelle buche centrali, solamente dopo aver imbucato almeno una delle proprie bilie (dalla 2 alla 7 o dalla 9 alla 14).

#### Falli (Pool Shanghai)
Il giocatore commette un fallo nei seguenti casi:
- rinuncia al tiro;
- non prende bilia con la battente;
- fa segni col gesso sul biliardo;
- fa scadere il proprio tempo limite (se stabilito);
- imbuca la battente (eventuali bilie imbucate di entrambe le serie vengono considerate valide);
- sposta delle bilie con qualsiasi parte del corpo o della stecca (che non sia il cuoio). In questo caso eventuali bilie dell'avversario andate in buca saranno considerate valide e quest'ultimo che prenderà "palla a mano", potrà decidere di rimettere le bilie nella posizione originaria o lasciarle dove si trovano;
- fa uscire delle bilie dal tavolo (saranno rimesse in gioco), in questo caso, eventuali bilie imbucate saranno considerate valide.

In questi altri casi le bilie vengono rimesse in posizione originale:
- non avere almeno un piede che tocca terra;
- la n°1 viene colpita prima di terminare la propria serie;
- viene colpita una bilia avversaria (ad esempio una "mezza" invece di una "piena");
- al break non si imbuca una bilia valida o almeno 3 bilie non toccano sponda;
- la battente viene steccata verso la sponda dove la stessa si trova già appoggiata;
- la battente viene steccata mentre ci sono delle bilie in movimento;
- in caso di tiro accompagnato (la punta della stecca spinge la battente mantenendo il contatto);
- in caso di tiro carrozza (quando in un tiro, la battente e la bilia che sono molto vicine, fanno lo stesso percorso);
- la battente fa "doppio colpo" (o "rimpallo");
- la battente viene fatta saltare;

### Straight pool
È detto anche Pool continuo o 14.1 (in Italia chiamato anche 125 "all'americana"). Per imbucare una bilia in modo regolamentare si deve specificare quale bilia si vuole imbucare e in quale buca prima di effettuare il tiro. Si gioca con quindici bilie numerate da 1 a 15 più una battente bianca. Scopo del gioco è raggiungere per primo un punteggio prefissato. Ogni bilia imbucata regolarmente vale un punto, indipendentemente dal numero che su di essa è riportato.
Il gioco si apre con le quindici bilie disposte a triangolo con il vertice al centro della linea di fondo e con la battente libera dietro la linea di testa. Anche l'apertura del gioco è dichiarata. Perché l'apertura sia valida si deve imbucare una bilia dichiarata e/o far toccare ad almeno due bilie colorate più la battente una sponda. Se viene a mancare una di queste condizioni si commette fallo: il giocatore viene penalizzato di due punti (-2) e l'avversario ha la possibilità di scegliere se accettare la disposizione delle bilie sul tavolo e continuare il gioco oppure riaprire o far ripetere l'apertura al giocatore che ha commesso il fallo. Il turno di un giocatore ha termine quando non si imbuca una bilia o commette fallo.
Il "pool continuo 14-1" è la specialità classica del pool americano noto al tempo anche con il nome "125" perché il punteggio da raggiungere generalmente era 125.

#### Falli (Straight pool)
Si commette fallo quando:
- non si tocca nessuna bilia,
- si imbuca la battente,
- una o più bilie saltano fuori dal tavolo,
- non si tocca una sponda dopo aver colpito una bilia con la battente senza imbucarne alcuna.

Ogni tiro non regolamentare verrà penalizzato di un punto sul punteggio del tiro precedente al fallo e l'avversario dovrà accettare la posizione delle bilie continuare a tirare. Quando però la battente finisce in buca o salta fuori dal tavolo di gioco il giocatore entrante posizionerà la battente a suo piacimento dietro la linea di testa e potrà solo colpire direttamente le bilie che si trovano oltre tale linea. Al terzo fallo consecutivo il giocatore verrà penalizzato di 15 punti e l'avversario entrerà con la "bilia in mano" dietro la linea di testa. Ogni bilia imbucata in maniera non regolamentare (ad esempio una bilia non dichiarata) dovrà essere riposizionata al centro della linea mediana di fondo. Se tale posizione risulta essere già occupata da un'altra bilia, allora la si deve riposizionare dove c'è spazio immediatamente dietro quest'ultima verso la sponda corta. Un tiro può essere anche di difesa ma anche quest'ultimo deve essere dichiarato prima. Quando sul tavolo rimane solo una bilia oltre la battente si ricompone il triangolo senza la quindicesima in testa che non verrà spostata e che quindi rimarrà fuori dal castello. Se per caso nello spazio dove deve essere rifatto il triangolo c'è una bilia (o la battente o l'ultima bilia) quest'ultima sarà spostata e riposizionata sull'acchito opposto; se entrambe le bilie si trovano dentro il castello allora la battente sarà posizionata in centro al tavolo mentre bilia colorata sull'acchito opposto.

### Pool libero
Dopo il break, il giocatore deve imbucare almeno otto bilie a caso per concludere la partita ed aggiudicarsi la vittoria; poiché le bilie da imbucare sono quindici e ogni bilia vale un punto, per aggiudicarsi alla vittoria il giocatore dovrà totalizzare almeno otto punti. Come nelle altre specialità del pool, se il giocatore imbuca una bilia può continuare a tirare finché non fallisce un tiro.

Durante un turno, il giocatore può imbucare più bilie alla volta con un colpo solo. Come nel pool continuo, se si imbuca una bilia e la bilia battente finisce in buca, la bilia oggetto va rimessa in gioco, posizionata vicino alla buca dove è finita o vicino alla buca opposta all'altra metà del tavolo di gioco.

#### Falli (Pool libero)
Se un giocatore commette un fallo, subentra l'avversario prendendo palla a mano libera, posizionando in un punto a suo piacimento la bilia battente. Un giocatore commette un fallo se:
- la bilia battente non tocca nessuna bilia;
- la bilia battente viene imbucata;
- qualsiasi bilia esce dal tavolo;
- con qualsiasi parte del corpo (o della stecca che non sia il cuoio) si spostano delle bilie.